# Māndleshwar
Māndleshwar är en ort i Indien.   Den ligger i distriktet Khargone och delstaten Madhya Pradesh, i den centrala delen av landet, 700 km söder om huvudstaden New Delhi. Māndleshwar ligger 165 meter över havet och antalet invånare är 12 049.
Terrängen runt Māndleshwar är platt. Runt Māndleshwar är det ganska tätbefolkat, med 166 invånare per kvadratkilometer. Närmaste större samhälle är Dhāmnod, 19,8 km väster om Māndleshwar. Trakten runt Māndleshwar består till största delen av jordbruksmark.